# Костивере
Ко́стивере (эст. Kostivere), на местном диалекте также Ко́стевере (эст. Kostevere) — посёлок в волости Йыэляхтме уезда Харьюмаа, Эстония.

## География и описание
Расположен в 2,5 километрах к юго-западу от волостного центра — деревни Йыэляхтме — и в 10 километрах к востоку от Таллинна. Высота над уровнем моря — 44 метра.
Климат умеренный. Официальный язык — эстонский. Почтовый индекс — 74204.

## Население
По данным переписи населения 2021 года, в Костивере насчитывалось 765 жителей, из них 671 (87,8 %) — эстонцы.
По данным переписи населения 2011 года, в посёлке проживали 753 человека, из них 653 (86,7 %) — эстонцы.
Численность населения посёлка Костивере:
| Год  | 1959 | 1970  | 1979  | 1989  | 2000  | 2011  | 2017  | 2018  | 2019  | 2021  |
| ---- | ---- | ----- | ----- | ----- | ----- | ----- | ----- | ----- | ----- | ----- |
| Чел. | 341  | ↘ 323 | ↗ 658 | ↗ 760 | ↗ 768 | ↘ 753 | ↘ 726 | ↗ 727 | ↗ 739 | ↗ 765 |

## История
Первое упоминание о Костивере относится к 1241 году (Датская поземельная книга — Kostæueræ). В письменных источниках 1379 года упоминается Costiuere (мыза вместе с деревней и мельницей), 1424 года — Kostevere, 1732 года — Kostiwerre, 1822 года — Kostifer. На немецком языке название поселения писалось как Костифер (Kostifer) и Костфер (Kostfer).
В средние века Костивере долгое время принадлежала монастырю Святой Бригитты в Пирита. Во второй половине XVIII столетия деревня была разрушена. Во времена первой Эстонской Республики мыза Костивере была государственной мызой, в 1941 году стала основой колхоза «Костивере». Бывшее главное здание мызы до ликвидации колхоза было его центральной усадьбой.
В 1920-х годах на землях мызы возникло поселение, в 1977 году получившее официальный статус посёлка. 

## Инфраструктура
В посёлке есть детский сад, основная школа, работают филиал Костивереской музыкально-художественной школы, Молодёжный центр (эст. Kostivere Noortekeskus), Центр семейного врача (эст. Kostivere Perearstikeskus), библиотека, магазин, почтовый пункт, Костивереское общество охотников (эст. Kostivere Jahiselts) и более десятка предприятий и недоходных организаций.

## Достопримечательности
- На территории посёлка расположена мыза Костифер (нем. Kostifer, Костивере, эст. Kostivere mõis). Основана в XIV веке.
- К северо-востоку от посёлка находится карстовая местность Костивере — часть природного парка Костивере[16], где река Йыэляхтме становится подземной рекой. Является одной из самых больших карстовых местностей в Эстонии. Её длина — 2,9 км, ширина — 0,5 км. Расположена между Костивере и Йыэляхтме и разрезается Петербургским шоссе[17].

## Известные уроженцы
Майт Нымме (Mait Nõmme; 1 июля 1983, Костивере, Харьюмаа) — эстонский футболист.

## Галерея
- Мыза Костифер (Костивере)
- Мост Костивере
- Карстовая местность Костивере
- Карстовый участок в Костивере